# المادينيخوس (سيوداد ريال)
بلدية المدائن أو (نقحرة: المادينيخوس) (بالإسبانية: Almadenejos)‏، هي إحدى بلديات مقاطعة سيوداد ريال إحدى مقاطعات إسبانيا، والتي تقع في منطقة قشتالة والمنجى وسط إسبانيا.
يبلغ عدد سكانها 490 نسمة وفقاً لإحصائية سنة (2007).